# Patrick A. Lee
Patrick A. Lee (* 8. September 1946 in Hongkong) ist ein US-amerikanischer theoretischer Festkörperphysiker.
Lee studierte am Massachusetts Institute of Technology (MIT), wo er 1966 seinen Bachelor-Abschluss machte und 1970 bei Marlan Scully promovierte (Theory of Josephson Radiation). 1970 bis 1972 war er Gibbs-Instructor an der Yale University, dann 1974 bis 1982 in der Theorie-Abteilung der Bell Labs (zuletzt als Leiter der Theorie-Abteilung), bevor er 1982 wieder als Professor ans MIT ging, wo er zurzeit „William and Emma Rogers Professor of Physics“ ist und Leiter der Bereiche Biophysik, Festkörperphysik, Plasmaphysik, Atomphysik. 1981 bis 1987 war er Trustee des Aspen Center for Physics. Er war u. a. Gastwissenschaftler am Institute for Advanced Study in Hongkong.
Lee beschäftigte sich vor allem mit stark korrelierten Elektronen-Systemen, wie im Quanten-Hall-Effekt (Vorhersage eines metallischen Zustands bei halbgefüllten Landau-Niveaus), mesoskopischen Systemen, Metall-Isolator-Übergängen (Mott-Übergänge) und ungeordneten Systemen. In den 1980er Jahren entwickelte er eine Theorie für das 1984 entdeckte Phänomen der Universellen Leitfähigkeitsschwankungen in mesoskopischen Systemen (Universal Conductance Fluctuations). Diese sind zwar spezifisch für eine bestimmte Probe, lassen sich aber im Gegensatz zu Zufallsschwankungen reproduzieren und der Betrag der mittleren Amplitude der Schwankungen ist durch eine universelle Konstante gegeben ({\displaystyle {\frac {e^{2}}{\hbar }}}). Ab den 1990er Jahren beschäftigt er sich auch mit der Theorie von Kupferoxid-Hochtemperatursupraleitern (HTSL), deren Eigenschaften er daraus erklären will, das diese Materialien dotierte Mott-Isolatoren sind. Mott-Isolatoren sind Isolatoren, die nach dem üblichen Bändermodell der Elektronenzustände eigentlich leitend sein müssten. Die im Bändermodell vernachlässigte Coulomb-Wechselwirkung der Elektronen untereinander führt aber dazu, dass sie Isolatoren sind. Dazu zählen auch die Kupferoxid-HTSL. Entfernung einiger Elektronen (Dotierung) soll nach diesen Theorien dazu führen, dass sich ein supraleitender Zustand ausbildet.
1995 war er Guggenheim Fellow. Lee erhielt 1991 den Oliver E. Buckley Condensed Matter Prize der American Physical Society (APS), vergeben für Leistungen in der Festkörperphysik, und 2005 die Dirac-Medaille (ICTP) für „grundlegende Beiträge zum Verständnis ungeordneter und stark wechselwirkender Vielteilchensysteme“. 2013 wurde er mit der Feenberg-Medaille ausgezeichnet für seine fundamentalen Beiträge zur Festkörpertheorie, speziell in Hinsicht auf den Quantenhalleffekt, zu universellen Leitfähigkeitsfluktuationen und den Kondo-Effekt in Quantenpunkten (Laudatio). Lee ist Fellow der APS, seit 1991 Mitglied der National Academy of Sciences und der American Academy of Arts and Sciences und seit 1994 Mitglied der Academia Sinica.

## Schriften
- mit T. V. Ramakrishnan: Disordered Electronic Systems. In: Reviews of Modern Physics. Band 57, 1985, S. 287
- mit Naota Nagaosa, Xiao-Gang Wen: Doping a Mott-Insulator. Physics of Hight Temperature Superconductivity. In: Reviews of Modern Physics. Band 78, 2006, S. 17–86
- mit Boris Altshuler: Disordered electronic systems. In: Physics Today. Dezember 1988 (Sonderheft „Physics of Disorder“)